# اورفئو سوپردومو
ورزشگاه ارفئو سوپردومو (به انگلیسی: Orfeo Superdomo) یک ورزشگاه سر پوشیده با ظرفیت ۱۴۰۰۰ نفر که در کوردوبا، آرژانتین واقع شده است.
این ورزشگاه در درجه اول برای ورزش‌های بسکتبال، والیبال، تنیس و بوکس استفاده می‌شود.
این ورزشگاه در ۶ سپتامبر ۲۰۰۲ با یک کنسرت از گروه راک دیویدیدوس افتتاح شد.
سالن والیبال ارفئو سوپردومو، میزبان مسابقات والیبال قهرمانی مردان جهان ۲۰۰۲ و مرحله نهایی لیگ جهانی والیبال ۲۰۱۰ بوده است.